# Suicide Commando
Suicide Commando — бельгийская музыкальная группа, стиль музыки которой сочетает в себе aggrotech с элементами раннего электро-индастриала.

## История
Йохан Ван Рой начал заниматься электронной музыкой в рамках проекта Suicide Commando в 1986 году.
Спустя два года, в 1988-м свет увидела первая аудиокассета Suicide Commando, и одна из песен попала на виниловый сборник «Electronic».
В период с 1989 по 1992 год вышли ещё семь кассет и первый трек в «международном» формате — на сборнике «Rotation II» немецкого лейбла Kugelblitz Records. Годом позже эта рекорд-компания включила песню Suicide Commando в ещё один сборник. Тогда же группа даёт первое концертное выступление, отыграв на разогреве у Plastic Noise Experience и выпускает девятую кассету, ставшую последней в истории проекта. Трек «Never Get Out» становится первым клубным хитом.
В 1994 году Suicide Commando заключает контракт с немецким лейблом OffBeat и выпускает свой первый компакт-диск «Critical Stage», в котором впервые прозвучали такие клубные хиты как «Тraumatize» и «Necrophilia». Начиная с этого альбома, музыка группы становится жёстче и насыщеннее, не теряя при этом в меланхоличности, тексты мрачны и лаконичны. В песнях поётся о шизофрении, страхах, серийных убийцах, приближении смерти и некрофилии. В альбоме, помимо самого Йохана, принял также участие Дирк Ивенс из Dive, выступивший в качестве вокалиста и автора текста в песне «Where do we go from here?».
В 1995 году выходит второй диск группы «Stored Images», включающий в себя композицию «See You In Hell!», принёсшую Suicide Commando немалую популярность и до сих пор остающийся первым хитом и своеобразной «визитной карточкой» группы.
В 1996 году, в честь десятилетия творческой деятельности, стартует юбилейный гастрольный тур, по завершении которого на прилавках появился EP «Contamination», изданный сразу в двух вариантах — обычном и праздничном. На концертах в то время Ван Рою помогают Дэвид Кирвел (Pierrepoint) и Герт Хельвет (Frames A Second), либо его подруга Таня Рихтер (Tanja Richter).
В 1997 году группа выступает на легендарном фестивале Zillo перед пятитысячной аудиторией. С помощью лейбла EDT альбомы Suicide Commando проникают на рынок США.
В 1998 году Suicide Commando выпускает очередной альбом в двух вариантах: стандартном, под названием «Construct/Destruct» и лимитированном — «Reconstruction», содержащем в себе, помимо основного материала, ремиксы от различных известных групп, в частности, wumpscut:, Pierrepoint, Plastic Noise Experience и Dive. В США альбом издаётся лейблом Possessive Blindfold Recordings. Далее следует концертный тур Conquering Europe Tour совместно с американским проектом Velvet Acid Christ.
В 1999 году выходит сборник демозаписей «Chromdioxyde I» — компиляция неизданного материала, записанного в период с 1988 по 1994 годы. В этом же году Ван Рой становится одним из основателей лейбла Dependent Records, покинув компанию OffBeat.
В мае 2000 был в свет выходит первый сингл с нового альбома «Comatose Delusion», за ним следует второй сингл «Hellraiser» — один из самых значимых хитов Suicide Commando, и уже в октябре группа презентует четвёртый студийный полноформатник «Mindstrip». Этот альбом и оба предшествующих сингла в короткие сроки вырвались к вершинам немецкого чарта Deutsche Alternative Charts. «Mindstrip» был позже лицензирован и издан в Северной Америке компанией Metropolis Records и получил положительные отзывы. В конце 2000 года группа уходит в концертный тур по Германии Mindstripping 2000.
В 2001 году вышел EP «Love Breeds Suicide» с новой песней «Dein Herz, Meine Gier» в качестве би-сайда.
В 2003 году состоялся американский дебют Suicide Commando — альбом «Axis of Evil». Начиная с этого альбома, стиль музыки группы становится более танцевальным. В том же году выходит двойной сингл «Face Of Death», лимитированное издание которого было распродано за два дня. Альбом «Axis of Evil» был назван альбомом года (2003) чартом Deutsche Alternative. Позже, в 2004-ом Suicide Commandо выпускает ещё один двойной сингл «Cause of Death: Suicide / One Nation Under God», разошедшийся ограниченным тиражом.
2006 год ознаменовался выпуском нового альбома «Bind, Torture, Kill», а также сингла «Godsend/Menschenfresser». «Bind, Torture, Kill» занял высокие позиции во многих альтернативных чартах по всему миру и был признан альбомом месяца в немецком журнале Orkus. Выпущен на собственном лейбле Йохана Noise Terror Productions (новое подразделение Dependent Records), доступен также и в лимитированном издании, включающим в себя бонус-диск, плакат и стикер.
В начале 2007 года, в рамках двадцатилетнего юбилея группы, выпускается лимитированный бокс-сет с названием «X20». Это специальное издание состоит из трёх CD-дисков и DVD, содержащий записи «живых» выступлений, а также уникальных фотоматериалов группы и специального сюрприза. Первый CD представляет собой сборник избранных песен, на втором представлены ремиксы композиций от некоторых известных музыкантов жанров EBM и dark electro, а третий представляет собой новый EP «Fuck You Bitch». Ремиксовый CD и «Best of» были позже выпущены в виде отдельных дисков на Metropolis Records.
В 2008 году начинается работа над материалом для нового альбома. Тогда же закрывается лейбл Noise Terror Productions.
В мае 2009 года Ван Рой объявил, что он подписал контракт с лейблом Out Of Line на выпуск материала в Европе. В 2009 году выходят два новых сингла — «Until We Die/Severed Head» и «Die Motherfucker Die», предшествующие новому, одиннадцатому альбому, изданному в конце января 2010 года. Альбом получил название «Implements Of Hell», мастерингом занимался Jan Lehmkamper (X-Fusion/Noisuf-X). Aggro-dance-ориентированное современное звучание тяжелых и мрачных синтезаторов, выполненное в лучших традициях классического dark electro обеспечило альбому положительные отзывы и высокие позиции в альтернативных чартах. Сам альбом стал более сложным по звучанию, с более интересными и профессиональными аранжировками. Выпущен он в трёх различных изданиях: 2xCD и 3xCD издания с ограниченным тиражом в 2000 и 1000 экземпляров соответственно, а также регулярное издание с одним диском. Ограниченные издания альбома включают в себя бонусный диск с ремиксами, а 3xCD версия, изданная специально для фанатов, содержит бонусный сингл «God Is In The Rain», футболку, набор наклеек и сертификат владельца с порядковым номером. В это время концертный состав группы выглядит следующим образом: Марио Варевик (Insekt) за барабанами, Торбен Шмидт (Lights Of Euphoria) и Ян Лемкемпер (X-Fusion) на клавишах.
В 2011 году Йохан возвращается в бизнес с новым лейблом «World Wide Electronics». Первым релизом лейбла стал сборник электронной музыки «World Wide Electronics volume 1».
В июле 2012 группа презентует поклонникам новый сингл «Attention Whore». Начата работа над новым полноформатным альбомом под названием «When Evil Speaks». Выход альбома запланирован на начало 2013 года.
3 мая 2013 на Out of Line Records состоялся европейский релиз альбома «When Evil Speaks». Американское издание состоялось 14 мая на Metropolis Records.
В 2015 году группа вернулась с новым синглом «The Pain That You Like» (с участием Жана Люка Демейра из Front 242, в качестве приглашённого вокалиста), из нового альбома выход которого запланирован на 2016 год. .
Саунд Suicide Commando на протяжении многих лет остаётся узнаваемым: агрессивный EBM, «злой» дисторшированный вокал, скрежещущие мелодии и ритмы.

## Интересные факты
- Брайан Эрикссон из Velvet Acid Christ и Стефан Хервиг из студии Off Beat помогли Ван Рою в издании его музыки в Америке.
- В подавляющем большинстве композиций Suicide Commando использованы цитаты в виде семплов, позаимствованные из фильмов ужасов и телевизионной документалистики[6].
- Suicide Commando выступали вместе с группой Dioxyde, для которой Suicide Commando являлась кумиром.

## Дискография

### Студийные альбомы
- Critical Stage (1994)
- Stored Images (1995)
- Contamination (1996)
- Construct/Destruct (1998)
- Reconstruction (1998)
- Mindstrip (2000)
- Axis of Evil (2003)
- Bind, Torture, Kill (2006)
- Implements Of Hell (2010)
- When Evil Speaks (2013)
- Forest of the Impaled (2017)
- Mindstrip Redux (2020)
- Goddestruktor (2022)

### Синглы /EP
- Comatose Delusion (2000)
- Hellraiser (2000)
- Love Breeds Suicide (2001)
- Face of Death (2003)
- Cause of Death: Suicide (2004)
- Cause of Death: Suicide / One Nation Under God (2004)
- Godsend / Menschenfresser (2005)
- Fuck You Bitch (2007)
- Until We Die / Severed Head (2009)
- Die Motherfucker Die (2009)
- Death Cures All Pain (2010)[7]
- God Is In The Rain (2010)
- Attention Whore (2012)
- Unterwelt (2013)
- The Pain That You Like (2015)
- Death Will Find You (2018)
- Hellraiser (2019)
- Dein Herz, Meine Gier / Bunkerb!tch  (2020)
- Trick Or Treat (2021)
- Bang Bang Bang (2022)
- Face of Death v2023 (2023)
- God Of Destruction (2023)
- De weg (2025)
- Final Stage (2025)

### Компиляции
- Contamination (1996)
- Re-construction (1998)
- Chromdioxyde I (1999)
- Anthology (2002)
- X20 (2007)
- The Suicide Sessions (2011)
- Compendium X30 (2016)
- Collective Suicide 1986-2016 (2016)

### Ранние записи
- Suicide Commando (1988)
- This is Hate (1989)
- Industrial Rape I (1990)
- Crap (1990)
- Go to Hell (1990)
- Into the Grave (1991)
- Industrial Rape II (1991)
- Black Flowers (1992)
- E.C.T. (Electro Convulsion Therapy) (1993)